# کوتله فقیر
کوتله فقیر (به انگلیسی: Kotla Faqir) یک روستا در پاکستان است که در ناحیه جهلم واقع شده‌است.